# 極楽寺 (串間市)
極楽寺（ごくらくじ）は、宮崎県串間市にある高野山真言宗の寺院。山号は大田井山と称する。九州三十六不動霊場十四番札所。本尊は不動明王である。また、島津忠親が飫肥城の祈願寺と定めるなど島津家に深い関わりを持つ寺院であり、境内には島津家氏族の新納家一統の墓とされる五輪塔群がある。

## 歴史
仁平2年（1152年）に当時の国主大名が開基し、幸覚院一世を招き迎えて開山（初代住職）とした。以来、領主の保護により栄えていたが、乱世に変遷する中衰退していく。鎌倉時代になると、建長5年（1253年）に僧澄舜（ちょうしゅん）が寺院を復興させた。
戦国時代になると、天文24年（1555年）に島津忠親が寺院の建物群を再興し、飫肥城の祈願寺と定めた。忠親は都之城城主北郷忠相の嫡男であったが、島津本家の命により天文15年（1547年）飫肥城に養子縁組して城下を治めた。また、忠親は神仏に対し信仰があつく、極楽寺の他にも社殿を興しており、永禄6年（1563年）櫛間院十三所大明神（現在の串間神社）の社殿を荘厳にしている。
天保2年（1831年）不慮の火災に見舞われ焼失してしまう。さらに、明治維新の廃仏毀釈において廃寺となったが、檀信徒の手により明治12年（1879年）に再建された。
現在の本堂は昭和51年（1976年）に改築されたものである。

## 文化財
- 鰐口
- 五輪塔群